# 保護海港條例

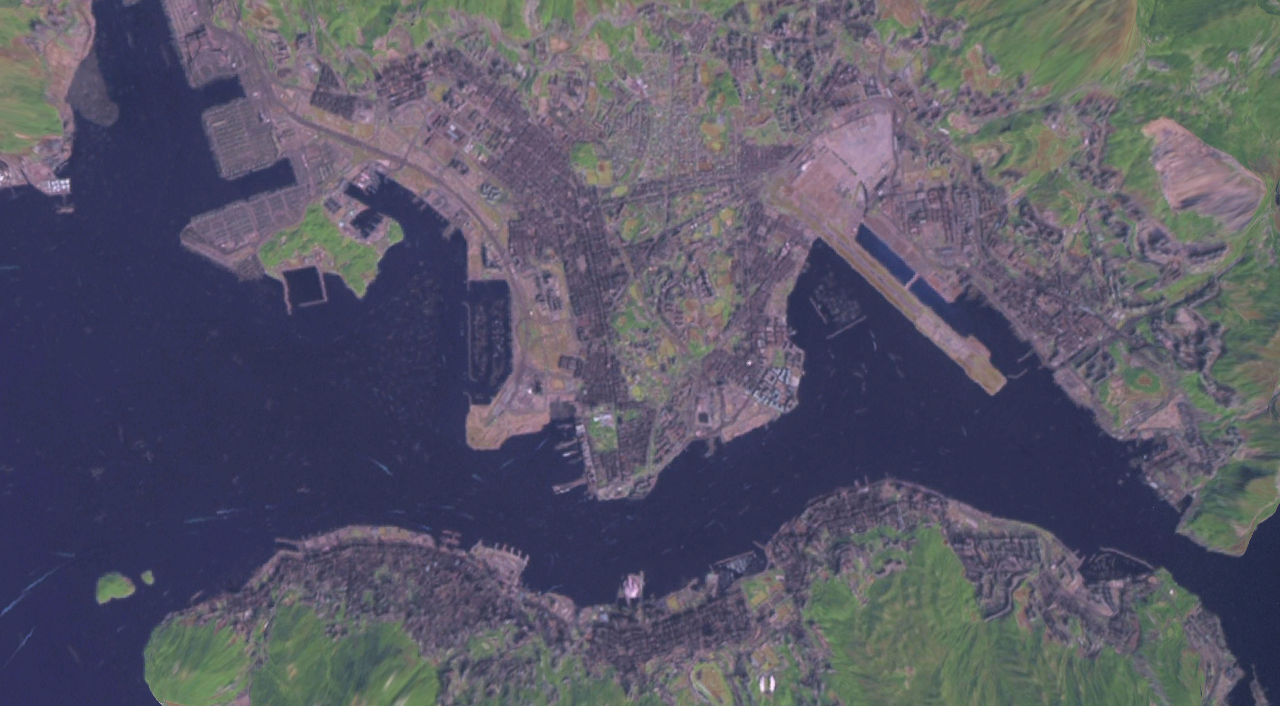
維多利亞港俯覽圖，其定義中的範圍包括：
東面至鯉魚門海峽，西面至青洲到青衣島

《保護海港條例》（英語：Protection of the Harbour Ordinance）為《香港法例》中旨在禁止在海港（主要為維多利亞港及附近範圍）填海的推定，以達致保護和保存海港的目的。本條例於1997年6月30日，即香港回歸前一日實施。2025年5月16日，香港特別行政區政府修訂《保護海港條例》，不多於0.8公頃的改善海港填海工程及少於3公頃的臨時填海工程，可按照經簡化的程序獲財政司司長批予豁免不受「不准填海推定」規限。

## 歷史
1997年香港回歸前，《保護海港條例》由當時的民主派香港立法局議員、保護海港協會副主席陸恭蕙以私人草案形式提出，並於1997年6月臨回歸前獲立法局以大比數通過。
1999年，《保護海港（修訂）條例》擴展《保護海港條例》內有關海港所涵蓋的地理範圍，將由中央海港擴大至整個維多利亞港。
2021年3月18日，政府研究修訂《保護海港條例》以落實觀塘避風塘的填海工程。
2023年，政府提出修訂《保護海港條例》，維港內不多於0.8公頃的改善海港填海工程及臨時填海少於3公頃，經司長批准就可以動工，毋須再證明有「凌駕性公眾需要」。
2025年5月7日，《2025年保護海港（修訂）條例》在立法會上三讀通過。
2025年5月16日，《2025年保護海港（修訂）條例》刊憲生效，過往法院判決中提出的滿足「不准填海推定」的三個因素成為《保護海港條例》的一部分，不多於0.8公頃的改善海港填海工程及少於3公頃的臨時填海工程，可按照經簡化的程序獲財政司司長批予豁免不受「不准填海推定」（推定）。其他在維港內的填海工程如要推翻這「不准填海推定」，須依循新訂的法定程序，包括擬備評估報告、公開該報告供公眾提出意見，及將該報告和所收集的意見交由行政長官會同行政會議裁斷是否推翻推定。

## 部分條文
3.不准進行海港填海工程的推定 (部分條文)

    (1)為保護和保存海港作為香港的特別公有資產及自然遺產，現設定一項不准進行海港填海工程的推定。

    (2)除非有以下情況，否則所有公職人員及公共機構在行使其所獲賦予的權力時，須顧及不准填海推定以作為指引 ——

        (a)該等獲賦予的權力是就某項海港填海工程行使的，而行政長官會同行政會議已根據第3H條裁斷，就該項填海工程推翻不准填海推定；

        (b)該等獲賦予的權力是根據第4部就某項海港填海工程行使的；或

        (c)該等獲賦予的權力是就某項海港填海工程行使的，而該項填海工程根據第4部獲豁免，不受不准填海推定所規限。

3A.推翻不准填海推定的準則

只有在以下情況下，方可就某項海港填海工程推翻不准填海推定 ——

    (a)進行該項填海工程有凌駕性公眾需要，而該項需要屬當前迫切的；

    (b)沒有替代該項填海工程的合理方案；及

    (c)該項填海工程的範圍不超逾該項凌駕性公眾需要所要求的最低限度。

4.過渡性條文

    (1)本條例不適用於任何在本條例生效日期*前已根據有關條例獲得授權進行的填海工程。

    (2)《1999年保護海港(修訂)條例》(1999年第75號)不適用於任何在該條例生效日前已根據有關條例獲得授權進行的填海工程。

    (3)《2025年保護海港(修訂)條例》(2025年第11號)不適用於任何在該條例生效日期前，已根據任何條例獲得授權進行或在任何條例中另行規定的填海工程。

## 事件

### 中環灣仔繞道工程
保護海港協會於2003年首次引用《保護海港條例》向法庭申請司法覆核，挑戰中環灣仔繞道工程要大規模填海。法院於7月8日裁決城市規劃委員會敗訴，使灣仔填海計劃第2期的工程批准被迫取消，並且指出有關填海計劃必須附合3個條件測試：「有迫切性、具充分理由及有即時需要」（compelling, overriding and present need）、「沒有其他切實可行的選擇」（no viable alternative）及「對海港造成的損害減至最少」（minimum impairment to the Harbour）這三項測試準則，才可推翻不准許進行填海的推定。直至2005年，終審法院因應繞道工程合乎公眾利益，裁定政府勝訴，容許在維港範圍內的港島北岸填海。

### 啟德發展計劃
因應灣仔填海計劃第2期工程司法覆核結果，規劃署於2004年7月展開以「不填海」為原則的《啟德規劃檢討》，重新規劃啟德發展計劃。2006年年底，規劃署完成3輪公眾諮詢，擬備了初步發展大綱草圖，並且根據初步發展大綱草圖的建議，修訂了《啟德分區大綱草圖》，將計劃重新定位為「香港的歷史文化、綠茵、體育及旅遊中心」，規劃範圍由457公頃縮減至328公頃，發展區總人口修訂至86,500，總住宅單位為30,500個，提供800,000平方米辦公室樓面面積及85,400個就業機會。早前的《啟德(北部)分區計劃大綱圖》和《啟德(南部)分區計劃大綱圖》則合併為一份圖則。

### 東區走廊下擬建行人板道
東區區議會希望利用東區走廊底下的空間鋪設木板步道，讓市民可以享用海濱，可是行人板道會覆蓋海面，雖然這些結構不會影響海床或海港水面，但可能會限制使用東區走廊下的水域。由於建議行人板道將會影響海港面積，故此可能涉及《保護海港條例》。

## 外部連結
- 共建維港委員會：維港界限 （页面存档备份，存于）